# Igor Son
Igor Siergiejewicz Son (ros. Игорь Сергеевич Сон; ur. 16 listopada 1998 w Üsztöbe) – kazachski sztangista, brązowy medalista olimpijski z Tokio 2020, wicemistrz świata.
Na igrzyskach olimpijskich w Tokio w 2020 roku wywalczył brązowy medal w wadze piórkowej. W zawodach tych wyprzedzili go tylko Chińczyk Li Fabin i Eko Yuli Irawan z Indonezji. Na rozgrywanych rok wcześniej mistrzostwach świata w Pattayi zdobył srebrny medal, ulegając tylko Om Yun-cholowi z Korei Północnej.

## Udział w zawodach międzynarodowych
| Impreza                                   | Rok  | Miejsce  | Kategoria | Wynik  | Wynik   |
| Impreza                                   | Rok  | Miejsce  | Kategoria | Punkty | Miejsce |
| ----------------------------------------- | ---- | -------- | --------- | ------ | ------- |
| Igrzyska olimpijskie                      | 2020 | Tokio    | do 61 kg  | 294    | brąz    |
| Mistrzostwa świata w podnoszeniu ciężarów | 2019 | Pattaya  | do 55 kg  | 266    | srebro  |
| Mistrzostwa Azji w podnoszeniu ciężarów   | 2020 | Taszkent | do 61 kg  | 284    | 4.      |